# Gravgångsman
Gravgångsman (norska: gravgangsmenn), är en medeltida, norsk, benämning på en person, vilken samhället lät dö svältdöden, av sociala orsaker. Det rörde sig oftast om frigivna trälar som inte kunde försörja sig själva.
Det anses ibland vara en kvarleva från hednatidens syn på nödlidande. Gulatingslagen (1200-talet) föreskriver för en frigiven trälfamilj: "Men om de komma i nöd då äro de gravgångsmän; man ska gräva en grav på kyrkogården och sätta dem i den och låta dem dö där. Den tidigare husbonden skall upptaga den av dem som lever längst och sedan föda den."